# Coppa di Grecia 2017-2018 (pallavolo femminile)
La Coppa di Grecia 2017-2018 si è svolta dal 25 gennaio al 5 marzo 2018: al torneo hanno partecipato 16 squadre di club greche e la vittoria finale è andata per la ottava volta consecutiva all'Olympiakos.

## Regolamento
La competizione si svolge in tre fasi:
- La prima prevede incontri a livello locale tra club amatoriali;
- La seconda prevede cinque turni preliminari, nel corso dei quali scendono in campo anche i club partecipanti all'A2 Ethnikī;
- La terza prevede la partecipazione dei dodici club di Volley League e delle quattro formazioni qualificate dal turno precedente, che giocano ottavi, quarti di finale e final-four, disputando sempre incontri in gara unica.

## Squadre partecipanti
| - Aias Evosmou - Amazones - Arīs Salonicco - Ilioupolīs - Īlysiakos - Īraklīs Kīfisias - Korinthos - Makedones Axios | - Markopoulo - Nea Genea - Olympiakos - PAOK - Pannaxiakos - Porfyras - Thetis - Thīras |

## Torneo

### Ottavi di finale
| 25 gennaio 2018 ?, ? Durata: ? - Spettatori: ?  | Porfyras    | 0 - 3 | Makedones Axios  | 20-25, 22-25, 14-25               |
| 31 gennaio 2018 ?, ? Durata: ? - Spettatori: ?  | Thīras      | 3 - 1 | Aias Evosmou     | 25-0, 22-25, 25-16, 25-19         |
| 31 gennaio 2018 ?, ? Durata: ? - Spettatori: ?  | Markopoulo  | 1 - 3 | Ilioupolīs       | 11-25, 25-21, 14-25, 19-25        |
| 31 gennaio 2018 ?, ? Durata: ? - Spettatori: ?  | Amazones    | 2 - 3 | Īlysiakos        | 20-25, 25-21, 25-17, 17-25, 12-15 |
| 31 gennaio 2018 ?, ? Durata: ? - Spettatori: ?  | Pannaxiakos | 3 - 1 | Arīs Salonicco   | 25-21, 25-21, 19-25, 25-16        |
| N.D. ?, ? Durata: ? - Spettatori: ?             | Korinthos   | 3 - 0 | Īraklīs Kīfisias | 25-0, 25-0, 25-0                  |
| 1º febbraio 2018 ?, ? Durata: ? - Spettatori: ? | Nea Genea   | 0 - 3 | Olympiakos       | 17-25, 16-25, 18-25               |
| 1º febbraio 2018 ?, ? Durata: ? - Spettatori: ? | PAOK        | 0 - 3 | Thetis           | 22-25, 26-28, 21-25               |

### Quarti di finale
| 14 febbraio 2018 ?, ? Durata: ? - Spettatori: ? | Ilioupolīs  | 0 - 3 | Olympiakos      | 23-25, 18-25, 17-25               |
| 14 febbraio 2018 ?, ? Durata: ? - Spettatori: ? | Pannaxiakos | 3 - 2 | Makedones Axios | 19-25, 25-16, 25-22, 23-25, 17-15 |
| 14 febbraio 2018 ?, ? Durata: ? - Spettatori: ? | Īlysiakos   | 3 - 0 | Korinthos       | 25-15, 25-13, 25-19               |
| 15 febbraio 2018 ?, ? Durata: ? - Spettatori: ? | Thetis      | 1 - 3 | Thīras          | 20-25, 23-25, 25-23, 18-25        |

### Final-four

#### Semifinali
| 2 marzo 2018 ?, Santorini Durata: ? - Spettatori: ? | Olympiakos | 3 - 1 | Thīras      | 25-21, 28-26, 22-25, 25-21 |
| 2 marzo 2018 ?, Santorini Durata: ? - Spettatori: ? | Īlysiakos  | 0 - 3 | Pannaxiakos | 16-25, 19-25, 20-25        |

#### Finale
| 3 marzo 2018 ?, Santorini Durata: ? - Spettatori: ? | Olympiakos | 3 - 0 | Pannaxiakos | 25-15, 25-16, 25-19 |